# 대한민국-수단 관계
대한민국과 수단은 1976년 4월 21일 영사관계를 수립했고, 1977년 4월 13일 대사급 외교관계를 수립했다. 하르툼에 주수단 대한민국 대사관이 개설되어 있고, 서울특별시에 주한 수단 대사관이 개설되어 있다. 주(駐)수단 대한민국 대사는 이병국(2007년 3월)이며, 주한 수단 대사는 모하메드 S. E. 압바스(2006년 11월)이다. 모두 101 명(재외국민 99 명, 시민권자 2명)의 한민족들이 수단에 거주(2010년 12월 기준)하고 있다. 1976년 12월 9일 무역 및 경제기술협력 협정, 1977년 11월 23일 문화협정, 2004년 이중과세 방지협정, 2004년 5월 18일 청소년 체육 교류약정을 체결했다. 이후 양국 청소년 교류단이 매년 방한, 방수하며 양국 문화 인적교류를 촉진하는 계기가 되고 있다.